# Michael Turner (comicaire)
Michael Layne Turner (Crossville, 21 d'abril de 1971 - 27 de juny de 2008) va ser un dibuixant de còmics estatunidenc conegut pel seu treball a Witchblade, Fathom, Superman/Batman, Soulfire i diverses portades de DC Comics i Marvel Comics. També va ser el president de l'empresa d'entreteniment Aspen MLT.

## Primers anys
Michael Turner va néixer a Crossville, Tennessee el 21 d'abril de 1971. Va ser estudiant a la Universitat de Tennessee i es va graduar a la International Performing Arts Academy després de la qual cosa es va traslladar a San Diego, Califòrnia, on va desenvolupar un interès pels còmics.

## Carrera
Turner va ser descobert per Marc Silvestri en una convenció i va ser contractat per Top Cow Productions de Silvestri com a artista. Inicialment va fer il·lustracions de fons per als títols de Top Cow abans de cocrear Witchblade. L'estiu de 1998 va debutar amb la seva creació Fathom, després d'haver treballat també en la seva nova sèrie Soulfire.
A més d'artista, Turner era un esquiador aquàtic guardonat, tenia un cinturó vermell a nivell d'instructor en arts marcials i era un àvid jugador de videojocs. El març de 2000, Turner va ser diagnosticat amb condrosarcoma, una forma de càncer, a la pelvis dreta. Va ser tractat al Ronald Reagan UCLA Medical Center amb una cirurgia en la qual va perdre un maluc, el 40% de la pelvis i tres lliures (1,36 kg) d'os. La cirurgia va ser seguida per nou mesos de radioteràpia.
Turner va marxar de Top Cow a finals de 2002 per fundar la seva pròpia empresa editorial de còmics, Aspen MLT Inc. (on MLT significa Michael Layne Turner), ubicada a Santa Mònica, amb un estudi a Marina del Rey, Califòrnia. El llançament dels còmics d'Aspen es va retardar per una demanda d'un any amb Top Cow Productions pels drets de Fathom i sobre els drets del títol inèdit Soulfire (inicialment anomenat Dragonfly) i Ekos, els dos darrers començats a desenvolupar per Turner abans de deixar Top Cow i abans del seu diagnòstic de càncer. Aspen i Top Cow van resoldre la demanda extrajudicialment l'any 2003.
El 2004, Turner va contribuir amb portades a diversos títols de DC Comics, com ara The Flash i Identity Crisis. Va proporcionar la portada i va coescriure l'arc de la història "Godfall" que es va presentar als tres títols principals de Superman a principis de 2004 i va il·lustrar l'arc de la història de Supergirl de sis números a Superman/Batman. El seu títol de propietat del creador, Soulfire, va començar a publicar-se el 2004 i Fathom també va reprendre la publicació aquell mateix any, encara que aquesta vegada amb Aspen MLT en lloc de Top Cow.
El 6 d'agost de 2005, Marvel Comics va anunciar la contractació de lloguer de Michael Turner per a un projecte de sis números i portades. Aquesta seria com a mínim les portades variants de la minisèrie Civil War i de la sèrie en curs de Wolverine Wolverine: Origins. A més, Turner va ser anunciat com l'artista d'Ultimate Wolverine.
Turner va crear adaptacions al còmic en línia per a la sèrie de televisió Heroes, de l'NBC.

## Mort i homenatge
Turner va morir el 27 de juny de 2008 a l'Hospital Santa Monica de Santa Mònica, Califòrnia, per complicacions del càncer d'os. El van sobreviure la seva mare Grace Crick, el seu germà Jake Turner i la seva promesa Kelly Carmichael. Fathom vol. 3 núm. 1, que es va publicar el dimecres 6 d'agost de 2008, presentava un homenatge a Turner en forma d'una cinta blava estilitzada a la cantonada superior dreta de la seva portada, i la seva primera pàgina era un homenatge a ell. Aspen MLT també va publicar una col·lecció en rústica comercial d'escrits de persones que van conèixer Turner, titulada A Tribute to Michael Turner, que inclou una portada pintada per Alex Ross. El volum núm. 21 de The Boys també inclou una pàgina dedicada a Michael Turner.

### Art interior

#### Aspen MLT
- Solfire núm. 0–7 (2004–2005)

#### DC Comics
- Superman/Batman núm. 8–13 (2004)

#### Image Comics/Top Cow Productions
- Ballistic núm. 1–3 (1995)
- Codename: Strykeforce núm. 14 (entre altres artistes) (1995)
- Fathom (comics)|Fathom núm. 0–14 (1998–2002)
- Tomb Raider núm. 25 (2002)
- Tomb Raider/Witchblade, one-shot, (amb Brian Ching) #1 (1997)
- Witchblade núm. 1–8, 10–23, 25 (1995–1998)
- Witchblade/Tomb Raider Special núm. 1 (amb Keu Cha)(1998)
- Wolverine/Witchblade núm. 1 (1997)
- Witchblade/Elektra  núm. 1 (1997)